# West Brooklyn (Illinois)
West Brooklyn es una villa ubicada en el condado de Lee en el estado estadounidense de Illinois. En el Censo de 2010 tenía una población de 142 habitantes y una densidad poblacional de 512,4 personas por km².

## Geografía
West Brooklyn se encuentra ubicada en las coordenadas 41°41′34″N 89°8′50″O / 41.69278, -89.14722. Según la Oficina del Censo de los Estados Unidos, West Brooklyn tiene una superficie total de 0.28 km², de la cual 0.28 km² corresponden a tierra firme y (0%) 0 km² es agua.

## Demografía
Según el censo de 2010, había 142 personas residiendo en West Brooklyn. La densidad de población era de 512,4 hab./km². De los 142 habitantes, West Brooklyn estaba compuesto por el 100% blancos, el 0% eran afroamericanos, el 0% eran amerindios, el 0% eran asiáticos, el 0% eran isleños del Pacífico, el 0% eran de otras razas y el 0% pertenecían a dos o más razas. Del total de la población el 0% eran hispanos o latinos de cualquier raza.